# TRPV4
Les récepteurs TRPV4 (sigle anglais pour « transient receptor potential vanilloide 4 ») sont des récepteurs ionotropiques activés par des molécules de la famille des vanilloïdes. Son gène est le TRPV4, situé sur le chromosome 12 humain.

## Rôles
Il est exprimé dans l'alvéole pulmonaire et dans le système nerveux entérique.
Il s'agit d'un canal calcique et magnésique, activé par la chaleur, la pression osmotique et par certains stimuli chimique, par des voies différentes.
Il régule la différenciation des ostéoclastes ainsi que la formation des cartilages. Au niveau cardiaque, il contrôle la différenciation des fibroblastes en myofibroblastes. Au niveau pulmonaire, sa stimulation augmente la perméabilité vasculaire, pouvant être responsable d'un œdème pulmonaire. Il intervient également dans la régulation de la pression artérielle en interagissant avec le canal potassique KCa2.3 ainsi qu'avec le NOS3.

## En médecine
La mutation de son gène est responsable d'une arthropathie de type brachydactylie familiale ou de certaines formes d'amyotrophie spinale dont la maladie de Charcot-Marie-Tooth type 2C.
Certaines mutations du gènes entraînent un risque accru de bronchopneumopathie chronique obstructive, la protéine semblant intervenir dans la fibrogenèse pulmonaire.

## Cible thérapeutique
Plusieurs molécules sont en cours d'étude. Le GSK2193874 inhibe la protéine et permet une meilleure résolution de l'œdème pulmonaire sur un modèle animal. Une autre molécule, agoniste de ce récepteur, facilite la contraction vésicale.